# Trombopoietina
Trombopoietina é um hormônio glicoprotéico produzido pelo fígado e rins que regula a produção de plaquetas pela medula óssea. Ele estimula a produção e a diferenciação de megacariócitos, as células da medula óssea que se fragmentam em grandes números de plaquetas.
Megacariocitopoiese é o processo de desenvolvimento celular, que conduz à produção de plaquetas. A proteína codificada por este gene é um fator humoral de crescimento necessário para a proliferação e maturação megacariocítica, bem como para a trombopoietina. Esta proteína é ligada para MLP/C_MPL, o produto de oncogene do vírus da leucemia mieloproliferativa.

## Genética
O gene da trombopoietina está localizado no braço longo do cromossoma 3 (q26.3-27). Anormalidades neste gene ocorrem em algumas formas hereditárias de trombocitose (contagem de plaquetas) e, em alguns casos de leucemia. Os primeiros 155 aminoácidos de partes da proteína de homologia com a eritropoietina.

## Descoberta
Trombopoietina foi clonada por cinco grupos independentes em 1994. Antes da sua identificação, a sua função tem sido implicada em tanto quanto 30 anos, sendo ligada ao receptor da superfície celular c-Mpl, e em publicações mais antigas trombopoietina é descrito como c-Mpl ligante (o agente que se liga à molécula de c-Mpl). Trombopoietina é uma das citocinas de Classe I hematopoiéticas.